# Moise Kean
Bioty Moise Kean (Vercelli, Piamonte, 28 de febrero de 2000) es un futbolista italiano que juega en la posición de delantero en la ACF Fiorentina de la Serie A de Italia.

## Trayectoria
Debutó el 19 de noviembre de 2016 con la Juventus F. C. contra el Pescara Calcio en un partido de Serie A, debut histórico ya que fue el primer jugador nacido en el año 2000 en jugar en la Serie A y el segundo, tras Vincent Thill, incluyendo las cinco grandes ligas.
El 22 de noviembre de 2016 Moise debutó en la Liga de Campeones de la UEFA en un partido de fase de grupos contra el Sevilla F. C., siendo el primer jugador nacido en los años 2000 en jugar en esta competición. 
El 27 de mayo de 2017 marcó su primer gol como profesional dándole al minuto 95 la victoria a su club 2 a 1 en su visita al Bologna F. C., siendo el primer jugador de los años 2000 en marcar un gol en una de las cinco grandes ligas de Europa.
Para la temporada 2017-18 fue cedido por la Juve al Hellas Verona donde descendió a la Serie B de Italia.
El 4 de agosto de 2019 el Everton F. C. hizo oficial su incorporación para las siguientes cinco temporadas por un montante de 27,5 millones de euros fijos y otros 2,5 variables. Tras haber arrancado su segundo curso en Inglaterra, el 4 de octubre de 2020 fue cedido, sin opción de compra, al París Saint-Germain F. C. hasta final de temporada.

### Vuelta a Juventus y ACF Fiorentina
El 31 de agosto de 2021 regresó a la Juventus F. C. para jugar cedido durante dos temporadas a cambio de siete millones de euros con una opción de compra de 28 millones.
Esta segunda etapa en el conjunto turinés finalizó en julio de 2024 al ser traspasado a la ACF Fiorentina. El 10 de noviembre de ese año firmó el primer triplete de su carrera en la victoria por 3-1 al Hellas Verona.

## Estadísticas

### Clubes
Actualizado al último partido disputado el 25 de mayo de 2025.
| Club                              | Div.          | Temporada     | Liga  | Liga  | Liga   | Copas nacionales | Copas nacionales | Copas nacionales | Torneos internacionales | Torneos internacionales | Torneos internacionales | Total | Total | Total  |
| Club                              | Div.          | Temporada     | Part. | Goles | Asist. | Part.            | Goles            | Asist.           | Part.                   | Goles                   | Asist.                  | Part. | Goles | Asist. |
| --------------------------------- | ------------- | ------------- | ----- | ----- | ------ | ---------------- | ---------------- | ---------------- | ----------------------- | ----------------------- | ----------------------- | ----- | ----- | ------ |
| Juventus F. C. · Italia           | 1.ª           | 2016-17       | 3     | 1     | 0      | 0                | 0                | 0                | 1                       | 0                       | 0                       | 4     | 1     | 0      |
| Hellas Verona F. C. · Italia      | 1.ª           | 2017-18       | 19    | 4     | 1      | 1                | 0                | 1                | —                       | —                       | —                       | 20    | 4     | 2      |
| Hellas Verona F. C. · Italia      | Total club    | Total club    | 19    | 4     | 1      | 1                | 0                | 1                | 0                       | 0                       | 0                       | 20    | 4     | 2      |
| Juventus F. C. · Italia           | 1.ª           | 2018-19       | 13    | 6     | 0      | 1                | 1                | 0                | 3                       | 0                       | 0                       | 17    | 7     | 0      |
| Everton F. C. Inglaterra          | 1.ª           | 2019-20       | 29    | 2     | 2      | 4                | 0                | 0                | —                       | —                       | —                       | 33    | 2     | 2      |
| Everton F. C. Inglaterra          | 1.ª           | 2020-21       | 2     | 0     | 0      | 2                | 2                | 0                | —                       | —                       | —                       | 4     | 2     | 0      |
| París Saint-Germain F. C. Francia | 1.ª           | 2020-21       | 26    | 13    | 0      | 6                | 1                | 0                | 9                       | 3                       | 1                       | 41    | 17    | 1      |
| París Saint-Germain F. C. Francia | Total club    | Total club    | 26    | 13    | 0      | 6                | 1                | 0                | 9                       | 3                       | 1                       | 41    | 17    | 1      |
| Everton F. C. Inglaterra          | 1.ª           | 2021-22       | 1     | 0     | 0      | 1                | 0                | 0                | ―                       | ―                       | ―                       | 2     | 0     | 0      |
| Everton F. C. Inglaterra          | Total club    | Total club    | 32    | 2     | 2      | 7                | 2                | 0                | 0                       | 0                       | 0                       | 39    | 4     | 2      |
| Juventus F. C. · Italia           | 1.ª           | 2021-22       | 32    | 5     | 1      | 4                | 0                | 0                | 6                       | 1                       | 0                       | 42    | 6     | 1      |
| Juventus F. C. · Italia           | 1.ª           | 2022-23       | 28    | 6     | 0      | 2                | 1                | 0                | 9                       | 1                       | 0                       | 39    | 8     | 0      |
| Juventus F. C. · Italia           | 1.ª           | 2023-24       | 19    | 0     | 0      | 1                | 0                | 0                | —                       | —                       | —                       | 20    | 0     | 0      |
| Juventus F. C. · Italia           | Total club    | Total club    | 95    | 18    | 1      | 8                | 2                | 0                | 19                      | 2                       | 0                       | 122   | 22    | 1      |
| ACF Fiorentina · Italia           | 1.ª           | 2024-25       | 32    | 19    | 3      | 1                | 1                | 0                | 11                      | 5                       | 0                       | 44    | 25    | 3      |
| ACF Fiorentina · Italia           | Total club    | Total club    | 32    | 19    | 3      | 1                | 1                | 0                | 11                      | 5                       | 0                       | 44    | 25    | 3      |
| Total carrera                     | Total carrera | Total carrera | 204   | 56    | 7      | 23               | 6                | 1                | 39                      | 10                      | 1                       | 266   | 72    | 9      |
| 1. 2. 3.                          |               |               |       |       |        |                  |                  |                  |                         |                         |                         |       |       |        |

### Hat-tricks
| 1 | 10 de noviembre de 2024 | Artemio Franchi, Florencia | ACF Fiorentina - Hellas Verona F. C. |  | 3 - 1 | Serie A 2024-25 |

## Palmarés

### Títulos nacionales
| Título               | Club                      | País    | Año  |
| -------------------- | ------------------------- | ------- | ---- |
| Copa Italia          | Juventus F. C.            | Italia  | 2017 |
| Serie A              | Juventus F. C.            | Italia  | 2017 |
| Supercopa de Italia  | Juventus F. C.            | Italia  | 2018 |
| Serie A              | Juventus F. C.            | Italia  | 2019 |
| Supercopa de Francia | Paris Saint-Germain F. C. | Francia | 2020 |
| Copa de Francia      | Paris Saint-Germain F. C. | Francia | 2021 |
| Copa Italia          | Juventus F. C.            | Italia  | 2024 |

## Vida privada
Nació en Vercelli, de padres marfileños, Biorou e Isabelle, que se separaron cuando él tenía cuatro años, así que él y sus dos hermanos se mudaron con su madre a Asti, donde pasó el resto de su infancia y adolescencia.